# Patricius (Vorname)
Patricius ist ein männlicher Vorname und bedeutet der Patrizier.
Der Vorname ist lateinischen Ursprungs (lateinisch patricius „patrizisch, edel“).  In Deutschland ist meist die Form Patrick üblich.

## Varianten
- männlich: Patrizius, Patrick, Patric, Patrice
  - gr. Patrikios
  - engl. Patrick
  - deu. Patricius
  - lat. Patricius
  - ir. Patrizius
  - esp. Patriko
  - ir. Pádraig, Pádraic, Pátraic
  - franz. Patrice
  - ital. Patrizio
  - katalan. Patrici
  - poln. Patryk, Patrycjusz
  - port. Patrício
  - russ. Patrik (Патрик)
  - span. Patricio
  - ungar. Patrik

- weiblich: siehe Patricia

Verkleinerungsformen:
Pat

## Namenstag
- 17. März – Patrick von Irland
- 28. April – Patricius von Prusa (selten)

## Bekannte Namensträger
- Augustinus Patricius (15. Jahrhundert) – Bischof von Pienza (1483–1496)
- Franciscus Patricius (1529–1597) – latinisierte Form von Francesco Patrizi da Cherso, italienischer Philosoph
- Gilla Pátraic (Patricius, Patrick) – Erzbischof von Dublin 1074–1084
- Patricius (3. Jahrhundert) – Vater des heiligen Augustinus von Hippo
- Patricius (Usurpator) (4. Jahrhundert) – Rebellenführer in Palästina
- Patricius (Caesar) (5. Jahrhundert) – Unterkaiser unter Leo I. (Byzanz)
- Patricius (5. Jahrhundert) – Liebhaber der byzantinischen Kaiserin Verina
- Patricius (Saint Patrice) († 469) – Bischof von Bayeux 464–469
- Patricius (13. Jahrhundert) – Bischof von Cloyne (Irland) 1224–1235
- Patricius (15. Jahrhundert) – Bischof von Connor (Nordirland) 1459
- Patricius von Prusa (4. Jahrhundert) – Bischof von Prusa (heute Bursa)
- Patrizius (* 1942) – Künstlername des Sängers Walter H. Leykauf
- Petrus Patricius (6. Jahrhundert) – latinisierte Form von Petros Patrikios, römischer Politiker